# 7,65 × 17 mm Browning
La 7,65 Browning è una cartuccia ideata per pistole semiautomatiche e automatiche, sviluppata in Belgio da John Browning nel 1897, presso la Fabrique Nationale d'Armes de Guerre (o FN Herstal).  
Cartuccia da sempre e ancora molto utilizzata in vari ambiti (militari e civili) e quindi ancora prodotta, sia nel vecchio che nel nuovo mondo, ma conosciuta in una enormità di denominazioni diverse, tipo 7,8 × 17,5 Browning (in Europa) o anche .35 Smith & Wesson Auto (in America), e tanti altri.

## Varianti nominative
Viene denominata in diversissimi modi, in base al periodo e ai luoghi di utilizzo e adozione, a volte con numeri poco coerenti e quasi contraddittori, riguardo al calibro palla:
- .30 Browning
- .32 (ACP, Auto, Auto Colt, Automatic Pistol, ASP e Colt Automatic)
- 7,65 mm (ACP, Automatic, Browning-Beretta, Browning M.1897 e M.1900, Holland P.S., Mauser, Pistolen-Patrone N.19 e 260 ed anche 7,65 × 17 mm)
- 7mm65 Pour Pistolet Automatique
- 7.65 × 17 SR Browning
- 7,8 × 17,5 mm (Browning o SR)
- DWM 479, DWM 479 A e C
- GR 619

Le denominazioni più comuni sono 7,65 Browning e .32 ACP.

## Caratteristiche

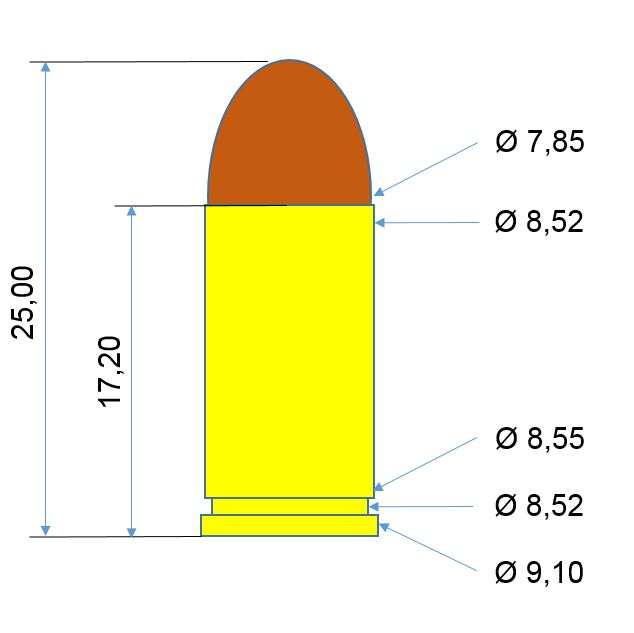
Disegno con dimensioni

Adotta un bossolo in ottone semi-rimmed e monta una palla da 71 o da 60 grani, di calibro 308 millesimi di pollice, capace di velocità iniziali di 270 m/s per la più pesante e di 295 m/s per la leggera.

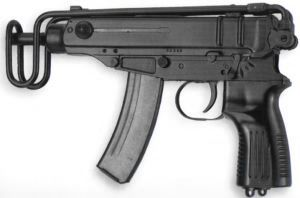
CZ Normal Skorpion

Nonostante la velocità subsonica, è caratterizzata da un buon livello di penetrazione; il rinculo è modesto e ciò ne permette l'uso in piccole armi con chiusura a massa battente (attuata cioè solo dall'inerzia dell'otturatore e dalla spinta della sua molla), facilmente tascabili e semplici nella costruzione meccanica, tipo le Walther PPK. 
Tra le armi che utilizzano questa cartuccia, l'apice dell'evoluzione delle pistole di Browning (morto nel 1926) fu senz'altro la Browning Mod.10/22, evoluzione obbligata della FN M1910.
Su questa cartuccia sono poi stati progettati anche alcuni mitra leggeri, come ad esempio il CZ Skorpion.

## Storia
La commercializzazione di questa cartuccia inizia a cavallo del nuovo secolo (XX), studiata per conto della belga FN Herstal, venne utilizzata per la prima volta con la pistola Browning modello 1900, nota come FN M1900. Quando la pistola sbarca in America, la cartuccia prende il nome di .30 Browning e poi nel 1903 prende la classica denominazione Colt .32 ACP (Automatic Colt Pistol), quando Browning progetta la pistola Pocket Model. La cartuccia ha avuto una grandissima diffusione in tutto il mondo sia presso le Forze di polizia sia nel mercato civile che militare. Destinata a pistole semiautomatiche di piccole dimensioni, è stata talora considerato calibro sussidiario della 9 mm Parabellum nell'impiego militare, preferita da moltissimi Ufficiali di tutti gli Eserciti europei per l'armamento personale. La 7,65 Browning ha un bossolo semiflangiato, diritto, in ottone o acciaio laccato, con palla in piombo di forma ogivale incamiciata in acciaio ramato oppure ottone e dotata di innesco piccolo, da fucile tipo Berdan o Boxer. In Italia, fino agli anni 70, è stato il calibro più diffuso per le pistole semiautomatiche in ambito civile. 

## Alcune armi camerate
- Beretta 1915 mod 17
- Beretta 3032 Tomcat
- Beretta M31
- Beretta M1935
- Beretta serie 70
- Beretta serie 80
- FN Model 1910 e 10/22
- Colt Model 1903 Pocket Hammerless
- CZ-Scorpion vz.61 automatica
- CZ 50/70
- CZ-vz 27
- Davis D-32 Derringer
- Frommer Stop
- Kel-Tec P-32
- Langenhan
- Mauser HSc
- Mauser Model 1934
- M.A.S. 7,65 mitra
- NAA Guardian
- Remington 51
- Sauer 38H
- Savage Pocket Model 1907
- SIG Sauer P230
- Walther PP
- Walther PPK